# 더그 해밀턴
더그 해밀턴(Doug Hamilton, 1963년 3월 6일 ~ 2006년 3월 9일)은 미국의 기업인이자 로스앤젤레스 갤럭시의 구단주로, 과거 마이애미 퓨전 FC의 구단주를 지냈다.

## 생애
뉴저지주의 헤이즐럿에서 자랐으며, 세인트 베네딕트 학교에 입학한 뒤 래리턴 고등학교로 진학하였다. 이후 노스캐롤라이나 대학교에 입학했으며, 대학 축구 팀에서 활동하며 전미 대학 경기 협회 주관의 디비전 III에서 2번의 우승을 차지하였다. 그 뒤 그린즈버러 대학교의 수석 코치가 되었으며, 매 년 래리턴 고등학교와 친선 경기를 가졌다.
2006년 3월 9일 팀이 연습경기를 치렀던 코스타리카의 산호세를 방문하고 캘리포니아주의 로스앤젤레스로 돌아오는 도중 비행기 안에서 심근 경색으로 사망했다.

## 같이 보기
- 로스앤젤레스 갤럭시